# Staurakios
Staurakios – cesarz bizantyjski przez kilka miesięcy od 27 lipca do 2 października 811. Syn cesarza Nicefora I. Został przez niego koronowany na współwładcę już w grudniu 803.
W 807 ożenił się z Atenką Teofano, krewną zdetronizowanej cesarzowej Ireny. Po wielkiej klęsce Bizantyjczyków w wąwozie pod Wyrbicą 26 lipca 811 Staurakiosa, ciężko rannego strzałą w szyję, uratowali żołnierze, którzy przenieśli go w bezpieczne miejsce, a następnie przetransportowali do Adrianopola. Zgodnie z wolą cesarza przewieziono go następnie do Konstantynopola, gdzie zaopiekowali się nim lekarze, jednak rana nie poddawała się leczeniu.
Nowy cesarz był bezdzietny, więc największe prawo do tronu miał po nim jego szwagier Michał Rangabe, mający poparcie wojskowych i patriarchy Nicefora. Wyniesieniu Michała na tron sprzeciwiała się jednak żona Staurakiosa, ambitna Teofano, która chciała sama objąć władzę jak niegdyś jej krewna Irena. Cesarz długo zwlekał z decyzją, wobec tego armia przy poparciu senatu dokonała przewrotu. Korzystając z choroby cesarza po władzę sięgnął jego szwagier, mąż jego siostry Prokopii – Michał, który zebrał wokół siebie grupę ludzi zdecydowanych na zamach stanu. 2 października 811 r. Staurakios został zmuszony do abdykacji. Zmarł niedługo potem, 11 stycznia 812 r.